# Kutná Hora
Kutná Hora je město v okrese Kutná Hora ve Středočeském kraji, obec s rozšířenou působností a městská památková rezervace zapsaná na seznamu světového kulturního dědictví UNESCO. Díky těžbě stříbra vrcholící v 13. až 15. století šlo ve středověku o jedno z nejvýznamnějších českých královských měst. V současnosti zde žije přibližně 22 tisíc obyvatel.

## Historie

### Vznik
Název města pravděpodobně souvisel s těžbou („kutáním“) stříbrných rud a tavením stříbra, podle jiných výkladů je odvozen z německého Gutt (bohatství), případně Kutte (kápě). Množné a jednotné číslo (Kutné Hory/Kutná Hora) se v názvu města ve starší češtině střídalo, nebylo ustálené. Latinský historický název města je Mons Cutna, německý Kuttenberg.  

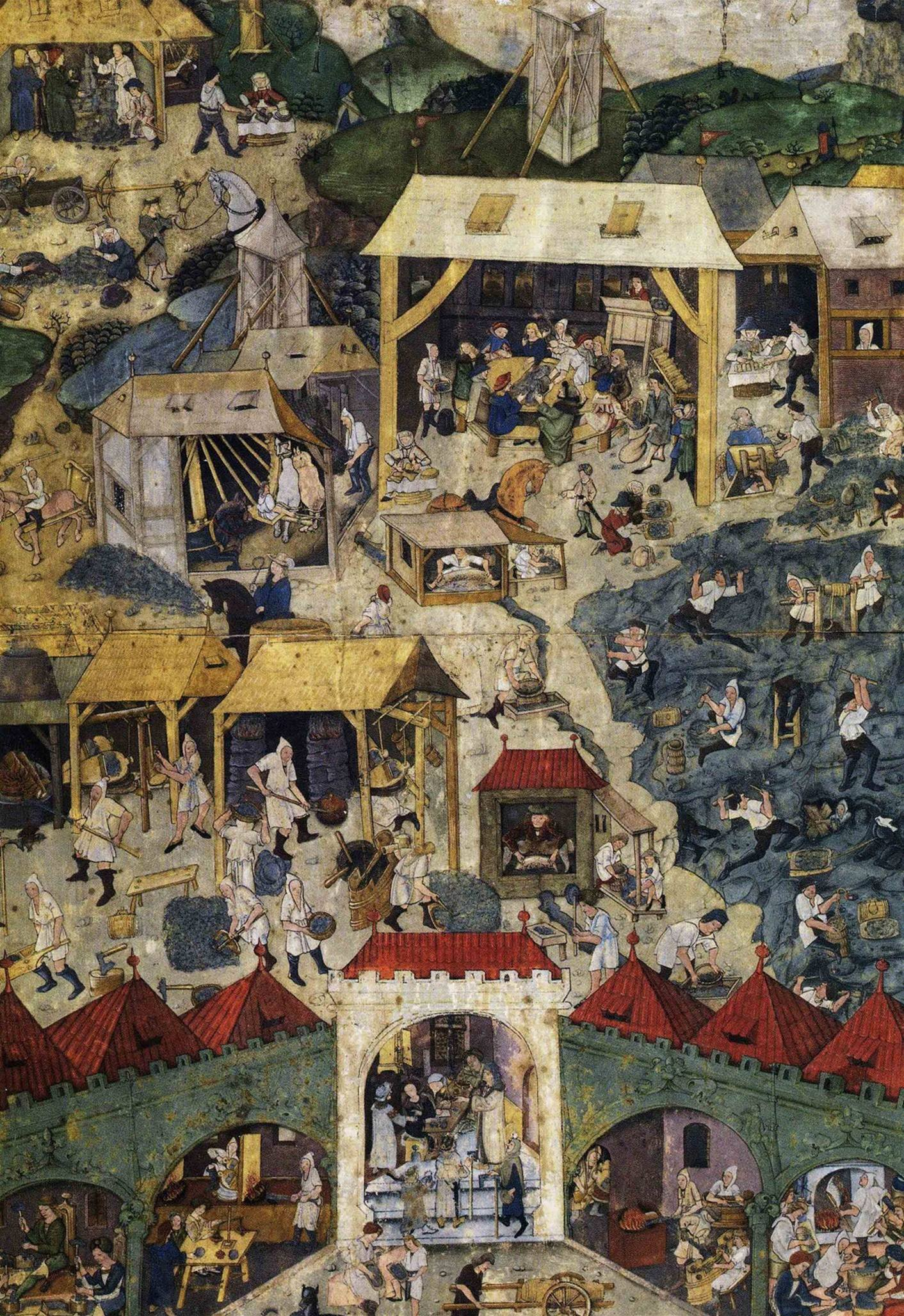
Těžba a úprava stříbrné rudy v Kutné Hoře. Knižní malba z devadesátých let 15. století

Ve středověku koncem 13. století poskytoval zdejší revír zhruba jednu třetinu produkce stříbra v Evropě. To se v okolí vyskytovalo patrně i na povrchu a už v 10. století se na blízkém hradišti v Malíně razily stříbrné denáry. S těžbou stříbra možná souviselo i založení cisterciáckého kláštera v sousedním Sedlci, prvního v Čechách. Sedlecký klášter založil roku 1142 Miroslav z Cimburka, významný dvořan knížete Vladislava II. Klášter byl osazen mnichy z kláštera Waldsassen v Horní Falci, který patřil do řádové linie, jež se hornictví věnovala. To by mohlo vysvětlit, proč byl – proti běžné řádové praxi – založen v krajině už osídlené a kultivované. Klášteru patřily pozemky, na nichž pozdější město vyrostlo, stejně tak i řada vesnic v okolí.

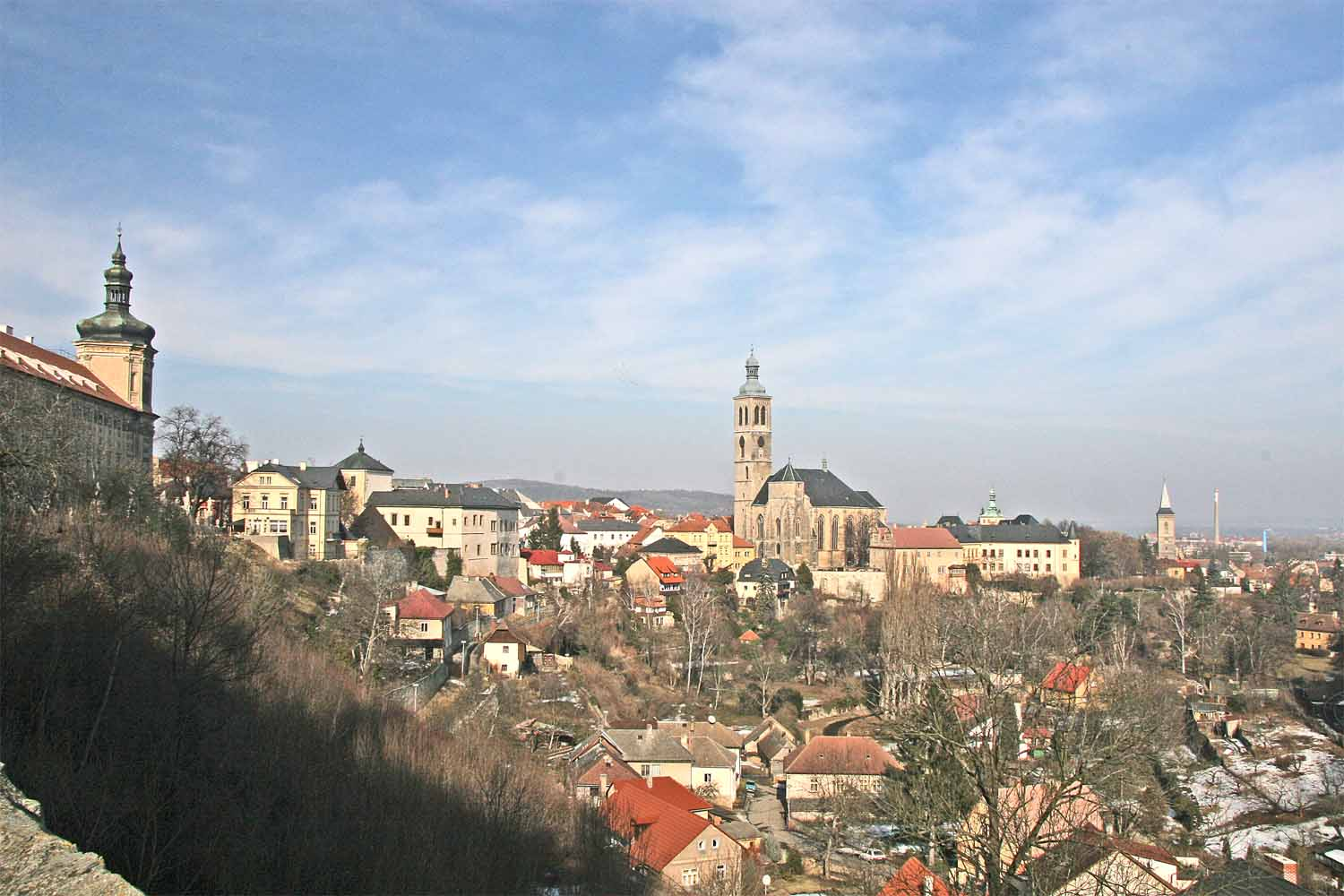
Pohled od sv. Barbory: Jezuitská kolej, Hrádek, kostel svatého Jakuba a Vlašský dvůr

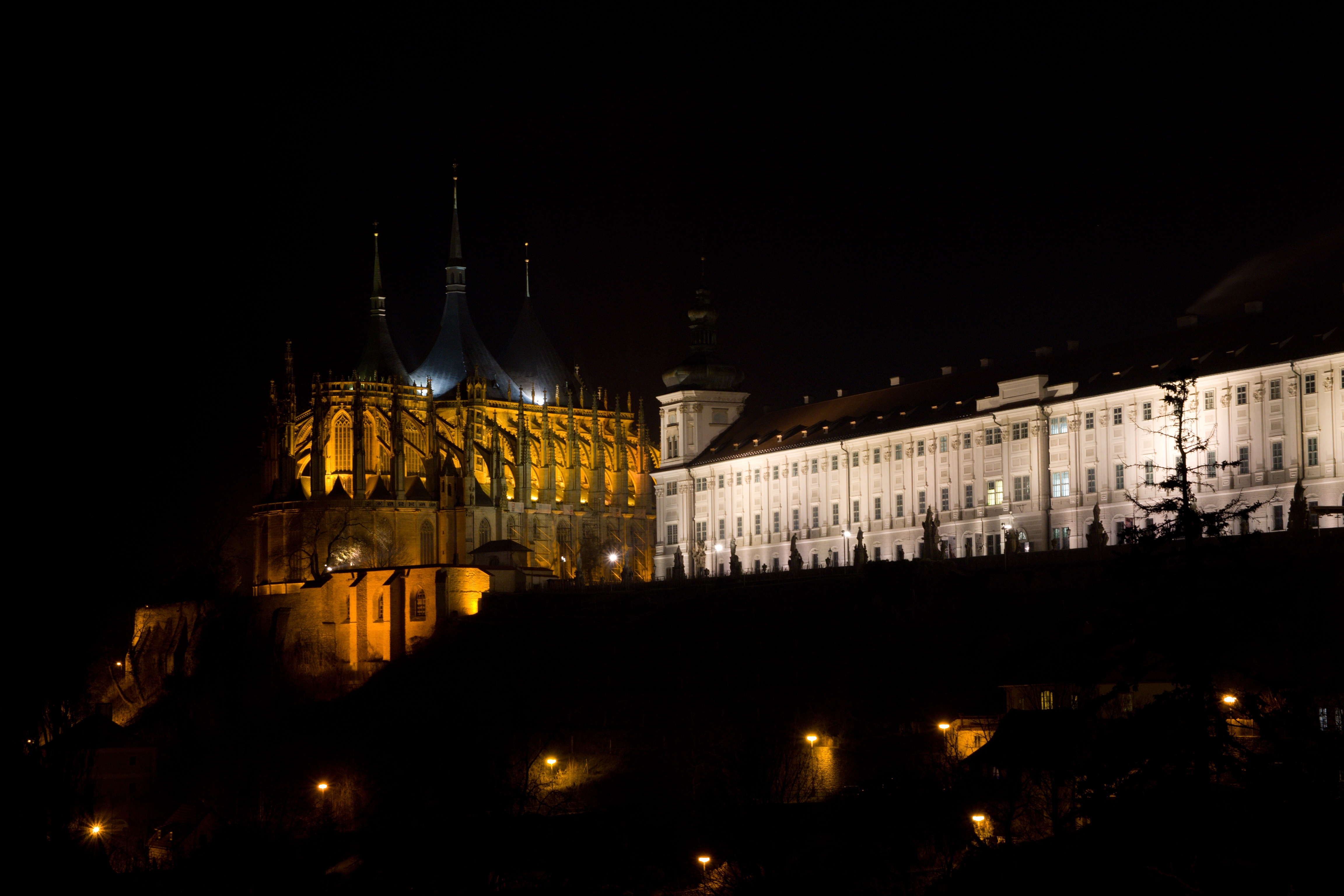
Chrám svaté Barbory vyfocen z Vyhlídky u sv. Jakuba.

Blízká města Čáslav i Kolín dostala kolem roku 1260 jihlavské horní právo, patrně proto, že měšťané v okolí těžili stříbro, a o málo později se objevuje i název osady Antiqua Cuthna – Stará Kutna, jež patrně stála blíž k sedleckému klášteru. Osada snad zanikla za válek krále Přemysla Otakara II. s Rudolfem Habsburským, který roku 1278 v Čáslavi uzavřel mír s Otou Braniborským.
Počátkem vlády krále Václava II. vypukla v lokalitě dnešní Kutné Hory „stříbrná horečka“. Několik tisíc lidí z blízkého i dalekého okolí se sem přistěhovalo za prací a obživou, mnoho z nich až z německých krajů. Tak patrně vznikla na kopci nad údolím Vrchlice hornická osada, latinsky Mons Cuthna, s velmi nepravidelným plánem, který je dodnes patrný. Ještě roku 1289 se o soudní pravomoc nad osadou přela města Kolín a Čáslav, ale od roku 1291 už mělo město vlastní soud a královský horní úřad.

### Od roku 1300 do husitských válek
Kolem roku 1300 vydal král Václav II. nový horní zákon (Ius regale montanorum), který stanovil královská práva nad těžbou stříbra i mincovnictvím, zavedl jednotnou minci a ražení soustředil v Kutné Hoře. Pod vedením italských odborníků z Florencie se v nové mincovně, která se podle nich jmenuje Vlašský dvůr, začaly roku 1300 razit Pražské groše. V letech 1304 a 1307 byla Kutná Hora obléhána vojskem Albrechta I., obyvatelé ji však narychlo opevnili a ubránili. Roku 1318 byla Kutná Hora povýšena na město a dostala různá privilegia.
Bohatství kutnohorských dolů – zejména šachty Osel – se stalo základem královské moci v Čechách a hlavním zdrojem prostředků na velkolepé stavby Lucemburků po celé 14. století. Král Karel IV. i Václav IV. si proto města velmi hleděli, podporovali je v různých sporech i při zvelebování městských staveb; Vlašský dvůr se stal sídlem krále Václava IV. Ve druhé polovině 14. století vznikl kostel svatého Jakuba a šest dalších, radnice a další stavby a město opevnila hradba se šesti branami. Roku 1363 se zmiňuje i městská škola.

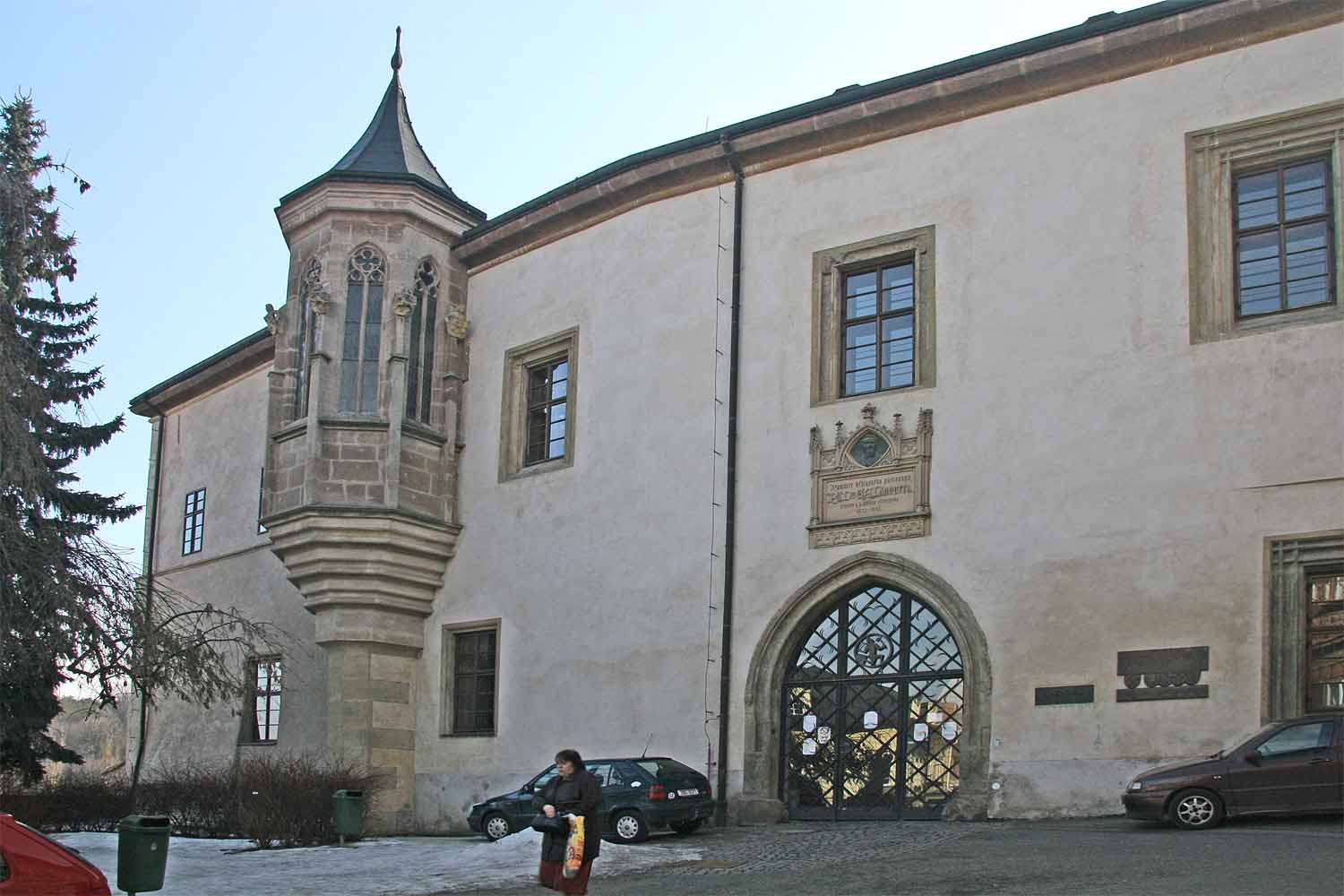
Hrádek

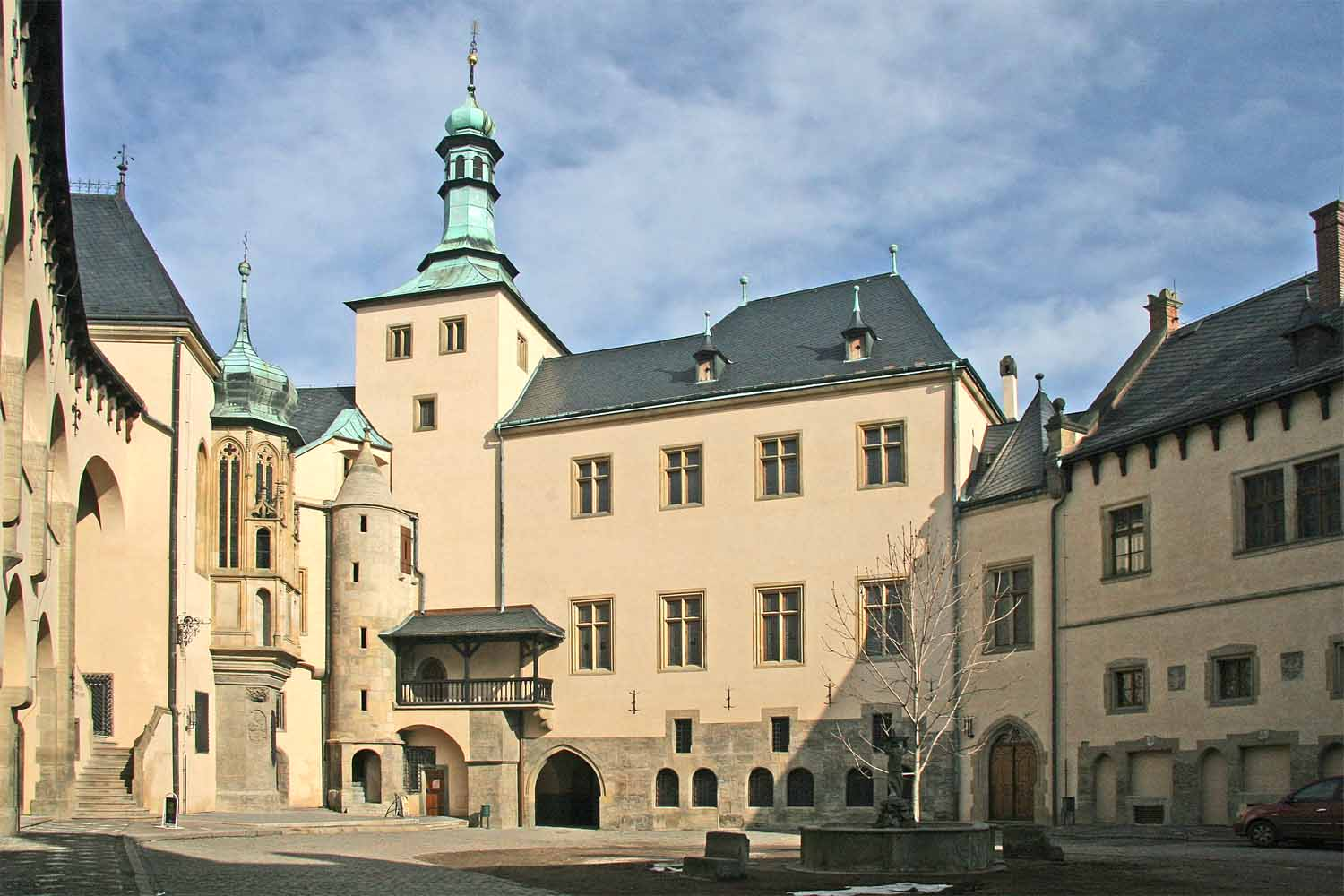
Nádvoří Vlašského domu

Vzhledem ke klášternímu původu Kutné Hory městské kostely spadaly do správy sedleckého kláštera, který sídlil mimo město samotné. Pro vyřešení této situace vzniklo roku 1384 hornické bratrstvo pro stavbu nového, tzv. „horního“ (tj. hornického, důlního) chrámu sv. Barbory na pozemcích vyšehradské kapituly a za městskou hradbou. I když výnos dolů v té době klesal, stavební činnost rostla a král Václav IV. dal rozšířit Vlašský dvůr, kde často býval a roku 1409 zde podepsal Dekret kutnohorský o novém rozdělení pravomocí na pražské univerzitě. Roku 1413 horníci přepadli Malín a pobili obyvatele, protože jim bránili v dolování, 1416 zavraždili královského vyslance a ve městě se rozhořely národnostní a náboženské spory.

### Od 1419 do 1621
Roku 1419 začalo město pronásledovat kališníky a mnoho jich dalo naházet do opuštěných šachet. Roku 1420 podporovalo město císaře Zikmunda Lucemburského, ale když 1421 Jan Žižka vydrancoval sedlecký klášter, podrobilo se Janu Želivskému s tím, že odpůrci kalicha musí město opustit. Když Zikmund z města 1422 ustoupil, založil požár, který měšťané uhasili. Roku 1424 však město důkladně vypálil Jan Žižka a nově osídlili táborité, kteří zde vládli až do bitvy u Lipan 1434. Mince v té době velmi upadla, razily se jen špatné haléře a obchod v Čechách přešel na míšeňské groše.
Roku 1436 sjednal král Zikmund zajímavé vyrovnání nových majitelů se starými i náboženský smír. Roku 1444 byl ve Vlašském dvoře zvolen hejtmanem pozdější král Jiří z Poděbrad a odtud roku 1448 táhl dobývat Prahu. Král Jiří výrazně přispěl k rekonstrukci Vlašského dvora. V Kutné Hoře pak sbíral vojsko proti Matyáši Korvínovi, jehož pak roku 1469 v tzv. bitvě u Vilémova donutil k vyjednávání.
Roku 1471 po smrti krále Jiřího svolala královna Johanka z Rožmitálu do královské audienční síně Vlašského dvora sněm k volbě nového krále. Sněm se konal ve dnech 20. až 28. května. Bylo velkou zásluhou právě Johanky, respektované osobnosti oběma stranami (pod jednou i pod obojí), že na sněmu byla prosazena Jiřího závěť a 27. května 1471 zde byl zvolen českým králem Vladislav Jagellonský. Dá se říci, že touto volbou, značně ovlivněnou v zákulisí Johankou a synem Jiřího z prvního manželství Jindřichem, byly v Kutné Hoře změněny dějiny střední Evropy, a to ve velmi vypjaté situaci ohrožení země uherským vojskem. Vladislav Jagellonský za své vlády Kutnou Horu velmi podporoval.

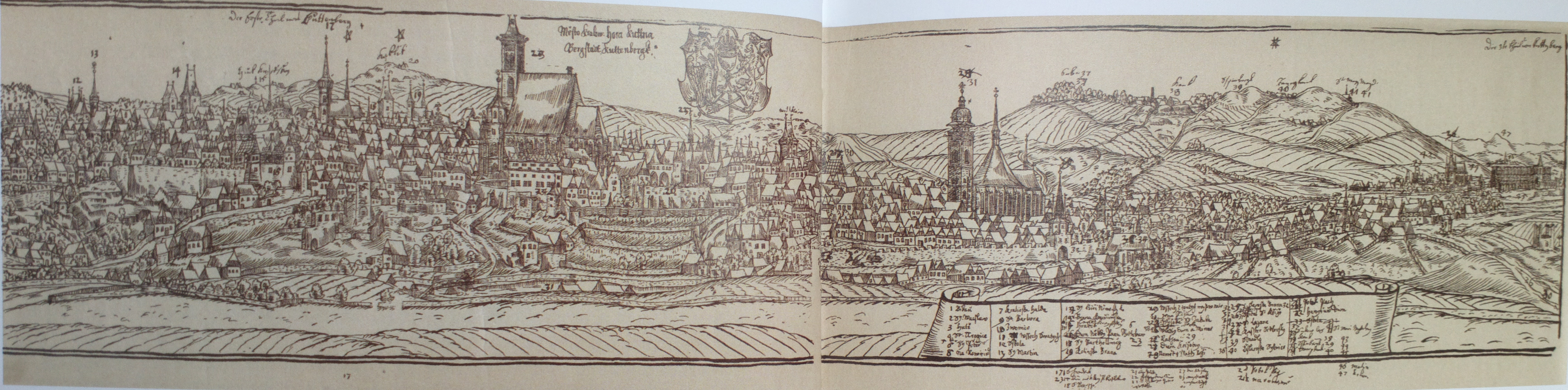
Veduta Kutné Hory, Jan Willenberg, 1602

V té době se díky lepší technice opět zvýšil výnos dolů a dosáhl vrcholu, což se projevilo i ve stavební činnosti a roku 1489 zde Martin z Tišnova vytiskl bohatě ilustrovanou Bibli kutnohorskou. Od roku 1489 sídlili v Kutné Hoře italští biskupové, kteří světili kněze podobojí, konaly se zde zemské sněmy a město konkurovalo svým významem Praze.
V polovině července 1496 ve městě a jeho okolí odehrála rozsáhlá vzpoura kutnohorských havířů za účelem jejich požadavků na vyšší platové a životní podmínky. Povstání bylo, v nepřítomnosti krále Vladislava v zemi, z nařízení poděbradského hejtmana Oňka Kamenického z Tepic potlačeno a 13 havířských vůdců pak v srpnu téhož roku sťato, deset v Poděbradech a tři na Křivoklátě. Podle kusých zpráv pak král provedl roku 1497 revizi procesu a odpovědné za popravy potrestal. Událostí byl inspirován dramatik Josef Kajetán Tyl při vytváření dramatu Krvavý soud aneb Kutnohorští havíři z roku 1848.
Po roce 1530 začal výnos dolů opět klesat, šachty se zalévaly vodou a opouštěly. Po stavovském odporu 1547 ztratilo město část svých svobod a roku 1550 se přestaly razit pražské groše. Úpadek pak rychle pokračoval také proto, že přísun stříbra z Jižní Ameriky srazil jeho cenu a dolování se přestalo vyplácet. Kutnohorské poměry v 16. století zachycují anekdotické paměti Mikuláše Dačického (1555–1610). Kutnohorský primátor Jan Šultys z Felsdorfu, dříve mincovní úředník, se stal za stavovského povstání direktorem a byl roku 1621 v Praze popraven; jeho hlava pak visela přes sto let na městské bráně.

### Od 1622 do současnosti

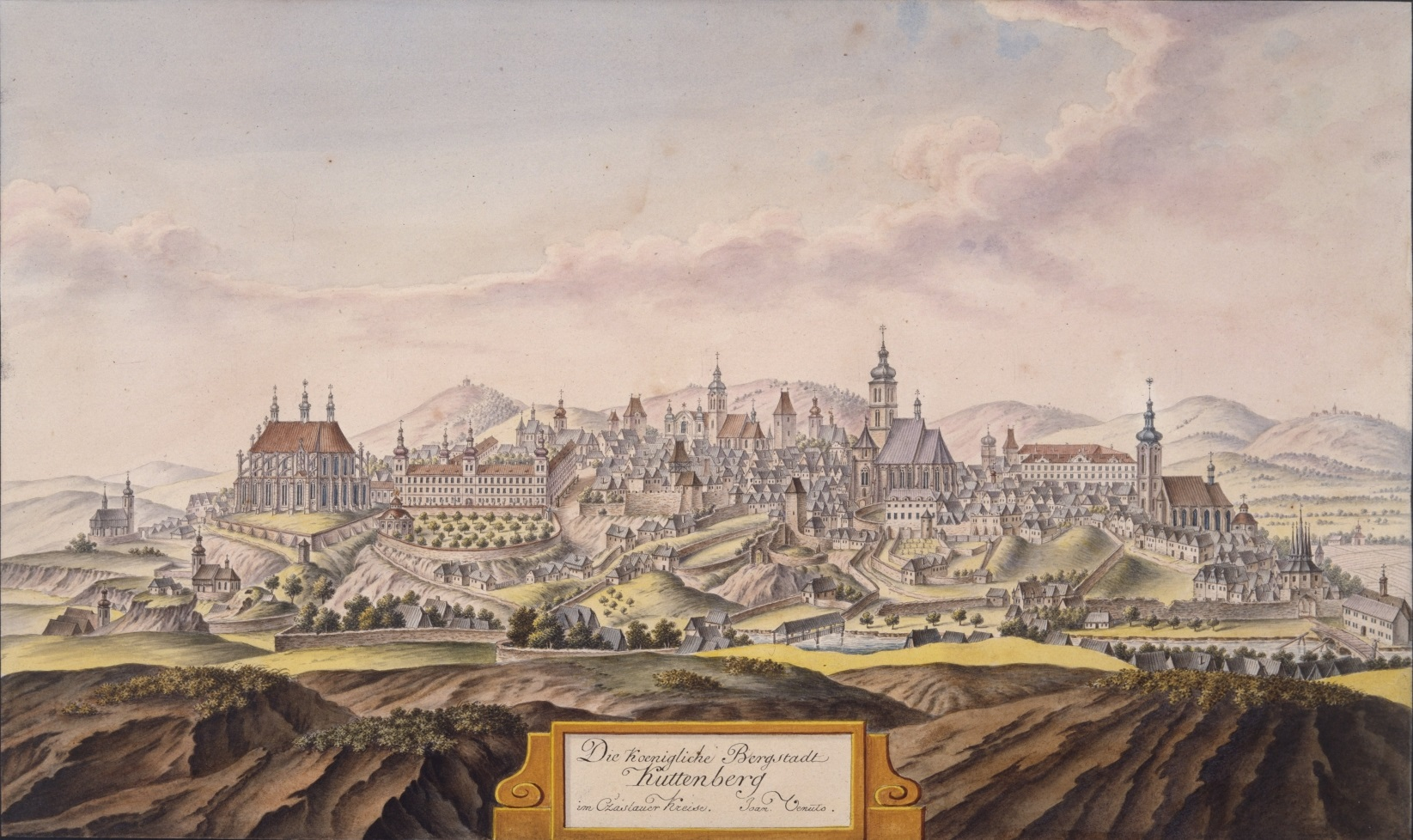
Královské horní město Kutná Hora v roce 1815, namalováno Johannem Venutem

Roku 1623 byli vypovězeni nekatoličtí duchovní, morovou epidemií 1625 a exilem se počet obyvatel snížil o čtvrtinu. Ferdinand II. Štýrský městu zkonfiskoval část statků a věnoval jezuitům, kteří zde roku 1626 založili latinskou školu a pak budovali vedle sv. Barbory velkolepou kolej. V té pak vyučoval například Bohuslav Balbín, Jiří Plachý-Ferus, historik města Jan Kořínek a další. I když těžba skomírala a roku 1726 byla úplně zastavena, město se pomalu vzpamatovalo a v Kutné Hoře působila řada vynikajících umělců (Kilián Ignác Dienzenhofer, František Maxmilián Kaňka, Petr Brandl, který zde 1735 zemřel a je zde v kostele Matky Boží Na Náměti pochován). V letech 1770 a 1823 poničily město velké požáry.
Kutná Hora hrála významnou roli v národním obrození. Narodil se zde archeolog Jan Erazim Vocel a dramatik Josef Kajetán Tyl, v letech 1850–1851 zde žil a pracoval Karel Havlíček Borovský a vzniklo zde mnoho národních spolků a sdružení. Koncem 19. století byly gotické stavby obnoveny a chrám svaté Barbory v letech 1884–1893 dostavěn J. Mockerem.
Roku 1950 byly ke Kutné Hoře připojeny obce Kaňk, Perštejnec a Sedlec.

## Obyvatelstvo
Podle sčítání 1921 zde žilo v 1169 domech 14 370 obyvatel, z nichž bylo 7558 žen. 14 146 obyvatel se hlásilo k československé národnosti, 98 k německé a 20 k židovské. Žilo zde 8725 římských katolíků, 606 evangelíků, 1027 příslušníků Církve československé husitské a 188 židů. Podle sčítání 1930 zde žilo v 1459 domech 13 892 obyvatel. 13 726 obyvatel se hlásilo k československé národnosti a 63 k německé. Žilo zde 8331 římských katolíků, 741 evangelíků, 2068 příslušníků Církve československé husitské a 140 židů.

Věková struktura obyvatel obce Kutná Hora roku 2011
Rodinný stav obyvatel obce Kutná Hora roku 2011
Vzdělání obyvatel obce Kutná Hora roku 2011

### Vývoj počtu obyvatel
| Rok            | 1702  | 1790  | 1808  | 1811  | 1830  | 1831   | 1834  | 1837  | 1840  | 1843  | 1846   | 1850  | k 31. 10. 1857 |
| Počet obyvatel | 2 700 | 7 000 | 7 000 | 6 217 | 8 460 | 10 338 | 9 545 | 9 554 | 9 929 | 8 777 | 10 317 | 8 624 | 12 727         |
| -------------- | ----- | ----- | ----- | ----- | ----- | ------ | ----- | ----- | ----- | ----- | ------ | ----- | -------------- |

| Část města (rok přičlenění k městu) | Část města (rok přičlenění k městu) | 1869   | 1880   | 1890   | 1900   | 1910   | 1921   | 1930   | 1950   | 1961   | 1970   | 1980   | 1991   | 2001   | 2011   |
| ----------------------------------- | ----------------------------------- | ------ | ------ | ------ | ------ | ------ | ------ | ------ | ------ | ------ | ------ | ------ | ------ | ------ | ------ |
| Počet obyvatel                      | Kutná Hora-Vnitřní Město            | 9 779  | 13 154 | 10 172 | 10 530 | 10 102 | 14 370 | 7 651  | 11 679 | 12 623 | 13 902 | 3 323  | 2 922  | 2 470  | 2 384  |
| Počet obyvatel                      | Hlouška                             | 880    | —      | 926    | 1 433  | 2 158  | —      | 2 785  | —      | —      | —      | 6 445  | 5 344  | 5 457  | 5 088  |
| Počet obyvatel                      | Kaňk (1950)                         | —      | —      | —      | —      | —      | —      | —      | 1 069  | 1012   | 924    | 747    | 626    | 700    | 774    |
| Počet obyvatel                      | Karlov                              | 306    | —      | 436    | 572    | 724    | —      | 944    | —      | —      | —      | 566    | 484    | 535    | 550    |
| Počet obyvatel                      | Malín (1975)                        |        |        |        |        |        |        |        |        |        |        | 777    | 775    | 870    | 995    |
| Počet obyvatel                      | Neškaredice (1961)                  |        |        |        |        |        |        |        |        | 247    | 272    | 269    | 219    | 268    | 271    |
| Počet obyvatel                      | Perštejnec (1950)                   |        |        |        |        |        |        |        | 110    | 94     | 79     | 39     | 23     | 159    | 52     |
| Počet obyvatel                      | Poličany (1981)                     |        |        |        |        |        |        |        |        |        |        |        | 207    | 190    | 182    |
| Počet obyvatel                      | Sedlec (1950)                       |        |        |        |        |        |        |        | 1 714  | 1 705  | 1 692  | 1 246  | 1 179  | 1 098  | 1 224  |
| Počet obyvatel                      | Šipší                               | —      | —      | —      | —      | —      | —      | —      | —      | —      | —      | 3 868  | 5 970  | 5 675  | 4 943  |
| Počet obyvatel                      | Vrchlice                            | 785    | —      | 808    | 976    | 1 084  | —      | 876    | —      | —      | —      | 329    | 300    | 367    | 350    |
| Počet obyvatel                      | Žižkov                              | 997    | —      | 1 221  | 1 303  | 1 474  | —      | 1 636  | —      | —      | —      | 3 099  | 3 512  | 3 664  | 3 684  |
| Počet obyvatel                      | celé město                          | 12 747 | 13 154 | 13 563 | 14 814 | 15 542 | 14 370 | 13 892 | 14 572 | 16 835 | 17 943 | 20 708 | 21 561 | 21 453 | 20 497 |

## Obecní správa

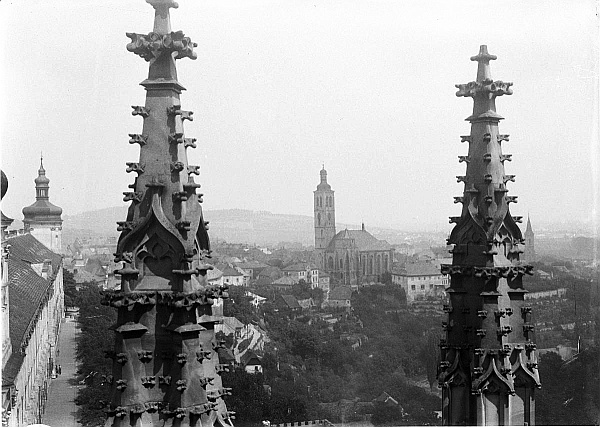
Pohled na Kutnou Horu z chrámu sv. Barbory na kostel svatého Jakuba (1919), foto Josef Jindřich Šechtl

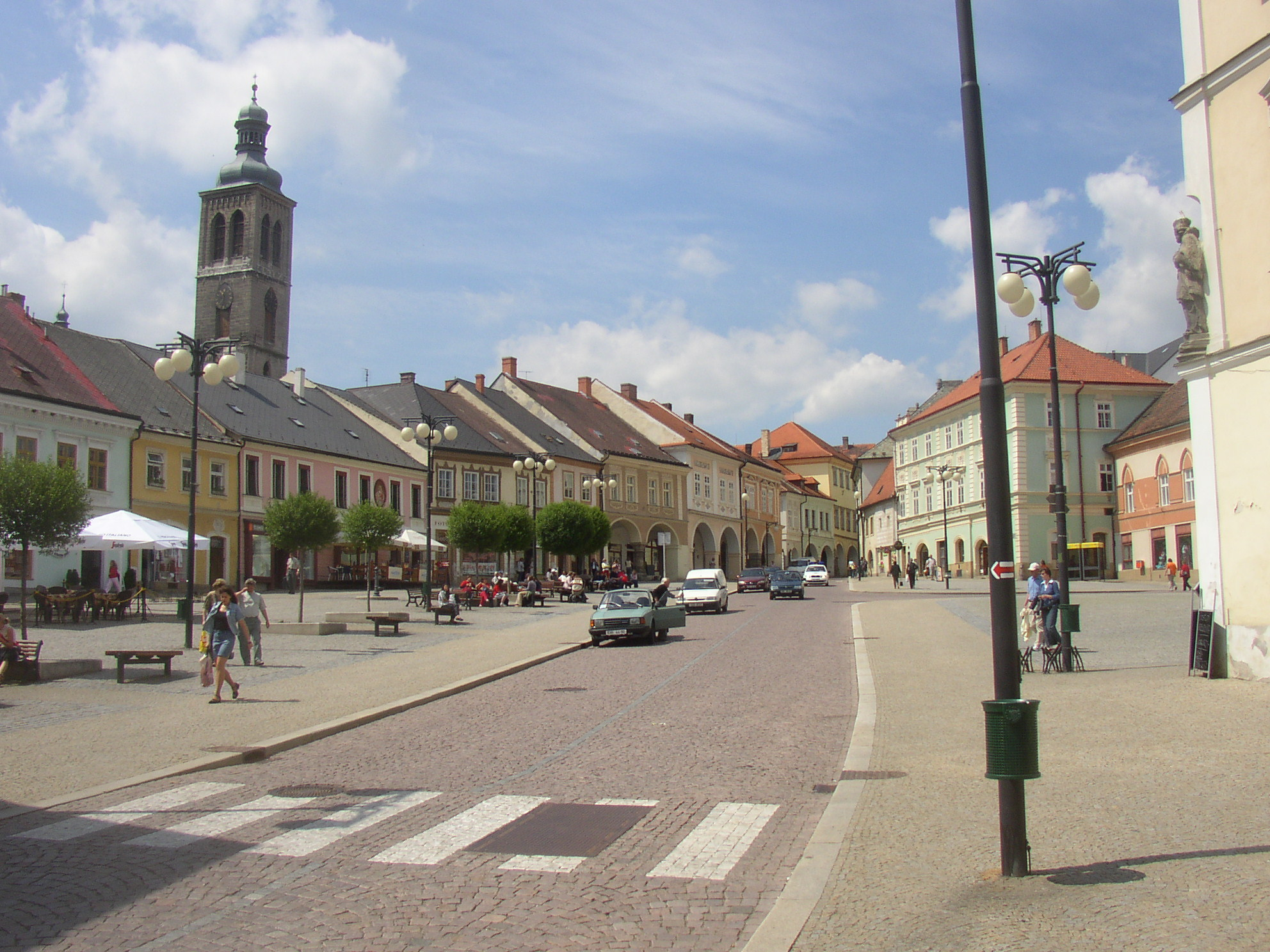
Palackého náměstí

### Historický přehled
Dějiny územněsprávního začleňování zahrnují období od roku 1850 do současnosti. V chronologickém přehledu je uvedena územně administrativní příslušnost města v roce, kdy ke změně došlo:
- do 1849 země česká, kraj Čáslav, soudní okres Kutná Hora
- 1850 země česká, kraj Pardubice, politický i soudní okres Kutná Hora[26]
- 1855 země česká, kraj Čáslav, soudní okres Kutná Hora
- 1868 země česká, politický i soudní okres Kutná Hora
- 1939 země česká, Oberlandrat Kolín, politický i soudní okres Kutná Hora[27]
- 1942 země česká, Oberlandrat Praha, politický i soudní okres Kutná Hora[28]
- 1945 země česká, správní i soudní okres Kutná Hora[29]
- 1949 Pražský kraj, okres Kutná Hora[30]
- 1960 Středočeský kraj, okres Kutná Hora
- 2003 Středočeský kraj, okres Kutná Hora, obec s rozšířenou působností Kutná Hora

### Členění města

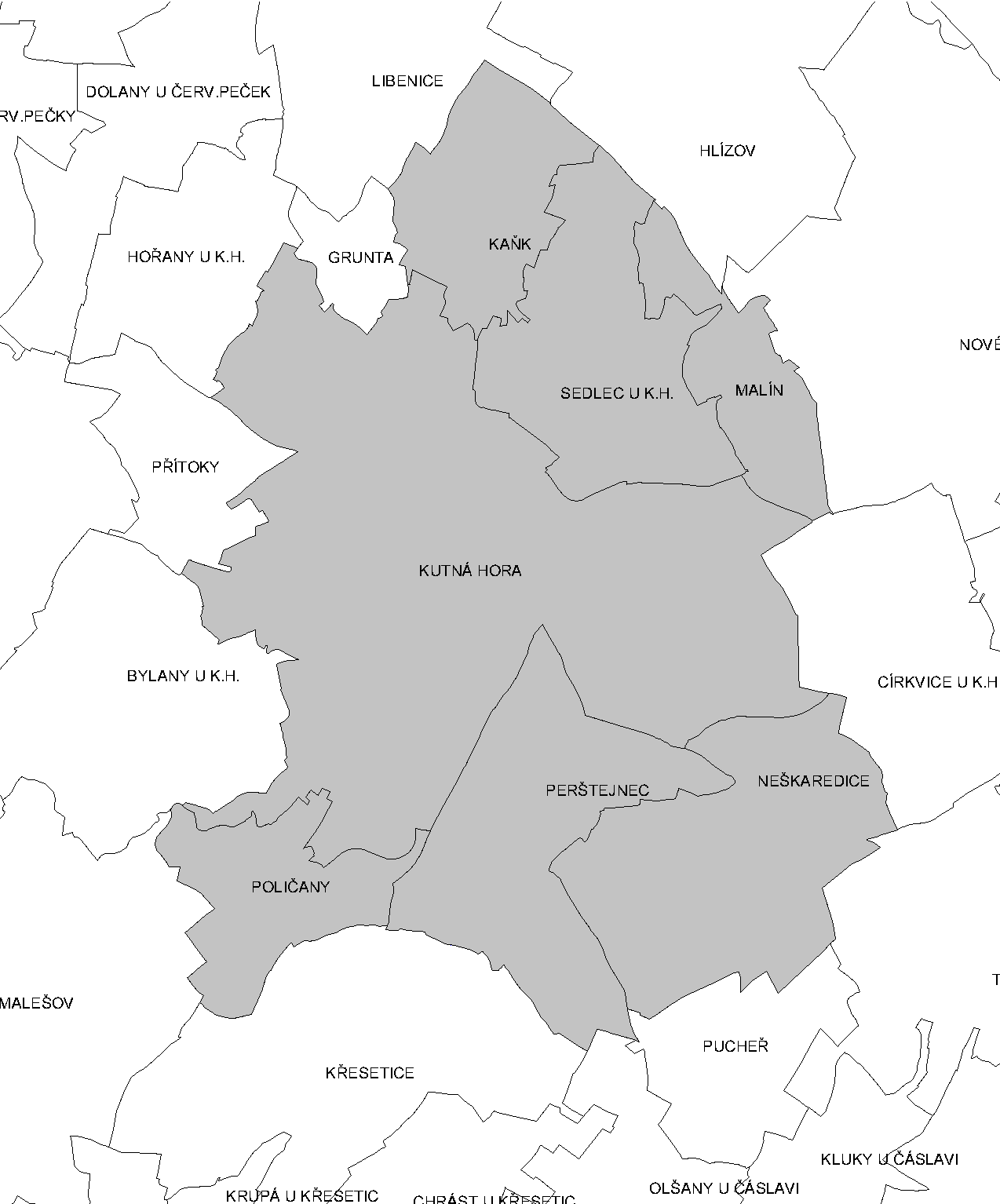
Katastrální území Kutné Hory

Kutná hora se skládá z 12 místních částí na 7 katastrálních územích
- Hlouška – k. ú. Kutná Hora a Sedlec u Kutné Hory
- Kaňk – k. ú. Kaňk
- Karlov – k. ú. Kutná Hora a Sedlec u Kutné Hory
- Kutná Hora-Vnitřní Město – k. ú. Kutná Hora
- Malín – k. ú. Malín
- Neškaredice – k. ú. Neškaredice
- Perštejnec – k. ú. Perštejnec
- Poličany – k. ú. Poličany
- Sedlec – k. ú. Sedlec u Kutné Hory a Malín
- Šipší – k. ú. Kutná Hora a Sedlec u Kutné Hory
- Vrchlice – k. ú. Kutná Hora
- Žižkov – k. ú. Kutná Hora

### Správní území
Kutná Hora byla dříve okresním městem, v současnosti je obcí s rozšířenou působností a pověřeným obecním úřadem. Okres Kutná Hora ale stále existuje a skládá se z 88 obcí, správní obvod obce s rozšířenou působností z 51 obcí. Stále zde však např. působí Okresní soud v Kutné Hoře a okresní státní zastupitelství. Sousedními obcemi sídla jsou Grunta, Libenice, Církvice, Nové Dvory, Třebešice, Křesetice, Malešov, Miskovice, Hlízov a Kluky.

## Průmysl
Od roku 1538 je doložen kutnohorský pivovar, založený rodem Dačických z Heslova a uzavřený v roce 2010. V 19. století vznikla v bývalém cisterciáckém klášteře tabáková továrna, kterou dnes vlastní společnost Philip Morris. Od roku 1967 je v Kutné Hoře velký strojírenský závod, slévárna ČKD Kutná Hora, vedle kterého nedávno vyrostla továrna společnosti Foxconn. Zásoby stříbra byly vyčerpány již na přelomu 17. a 18. století. Avšak těžba rud zinku a olova pokračovala na Kaňku až do roku 1991.

## Doprava
Město protíná silnice I/2 v úseku Říčany – Kutná Hora – Přelouč, která se u Malína (na katastru Nových Dvorů) kříží se silnicí I/38 v úseku Kolín – Čáslav. Ve městě končí i silnice II/126 ve směru od Zbraslavic, která prochází částmi Perštejnec a Karlov. Dále územím města vedou silnice III. třídy:
- III/03321 ze silnice I/38 – Kaňk – I/2 – Karlov – Církvice
- III/03322 Šipší – Kaňk
- III/3272 Hlízov – Malín
- III/33354 Hořany – Vnitřní Město
- III/33355 Grunta – Hlouška
- III/3377 Malešov – Poličany – Vrchlice – Žižkov
- III/33713 Křesetice – Perštejnec
- III/33714 Poličany – II/126
- III/33716 Karlov – Perštejnec – Olšany
- III/33719 Třebešice – Neškaredice – III/33316
- III/33721a Neškaredice – Církvice

Kutná Hora leží na železniční trati 230 Kolín – Kutná Hora – Havlíčkův Brod, z níž odbočuje železniční trať 235 Kutná Hora – Zruč nad Sázavou. Železniční trať 230 Kolín – Kutná Hora – Havlíčkův Brod je dvoukolejná elektrizovaná celostátní trať zařazená do evropského železničního systému, doprava byla zahájena roku 1869. Železniční trať 235 Kutná Hora – Zruč nad Sázavou je jednokolejná regionální trať, zahájení dopravy bylo roku 1905. Na trati leží na území města kromě odbočné železniční stanice Kutná Hora hlavní nádraží i železniční zastávka Kutná Hora-Sedlec, železniční stanice Kutná Hora město, železniční zastávka Kutná Hora-Vrchlice a železniční zastávka Kutná Hora-Poličany.
Kutná Hora nemá vlastní letiště, v jejím dosahu jsou nicméně veřejné vnitrostátní letiště ve Zbraslavicích a v Kolíně.
Kutná Hora se od 1. srpna 2021 se začlenila do systému Pražské integrované dopravy. V té době zaniká 27 linek původní Středočeské integrované dopravy a vzniká 12 nových linek Pražské integrované dopravy. V červnu roku 2023 zajišťuje městskou autobusovou dopravu 14 linek PID a 3 linky vlakové dopravy.
Příměstské autobusové linky v roce 2023 zajišťují dopravní spojení z Kutné Hory např. do Prahy, Čáslavi, Kolína, Uhlířských Janovic, Sázavy, Týnce nad Labem, Zbraslavic, Zruče nad Sázavou, Havlíčkova Brodu, Malešova a Chvaletic.
Město je obsluhovány i dálkovými autobusovými linkami.
Po trati 230 jezdí v pracovní dny několikrát denně rychlíkové i osobní vozy. Vlaková trať 235 je obsluhovány mezi stanicemi Kutná Hora hlavní nádraží a Kutná Hora město stejným způsobem v pracovní dny i o víkendech.

## Společnost

### Školství
V Kutné Hoře se nachází mnoho mateřských škol, dále čtyři základní školy. Jsou to ZŠ Žižkov, ZŠ Jana Palacha, ZŠ Kamenná Stezka a ZŠ T. G. Masaryka. Střední stupeň vzdělání je v Kutné Hoře zastoupen Střední odbornou školou a Středním odborným učilištěm řemesel, dále Střední průmyslovou školou a dvěma gymnázii Gymnáziem Jiřího Ortena a Církevní gymnázium v Kutné Hoře (dříve Církevní gymnázium sv. Voršily). Vyšší stupeň vzdělání je zastoupen Vyšší odbornou školou, která poskytuje vzdělání v oborech Automatizační technika a Management Elektrotechniky. V plánech je i zřízení Kutnohorské Královské univerzity, která bude poskytovat vzdělání v oborech historických, v budově Jezuitské koleje.
Od roku 2015 sídlí v Kutné Hoře vysoká škola, která se sem přestěhovala z Kolína. Jde o ARC – VŠPSV, Academia rerum civilium – Vysoká škola politických a společenských věd. Škola je zaměřena na studium politologie v bakalářském programu.

### Kulturní instituce

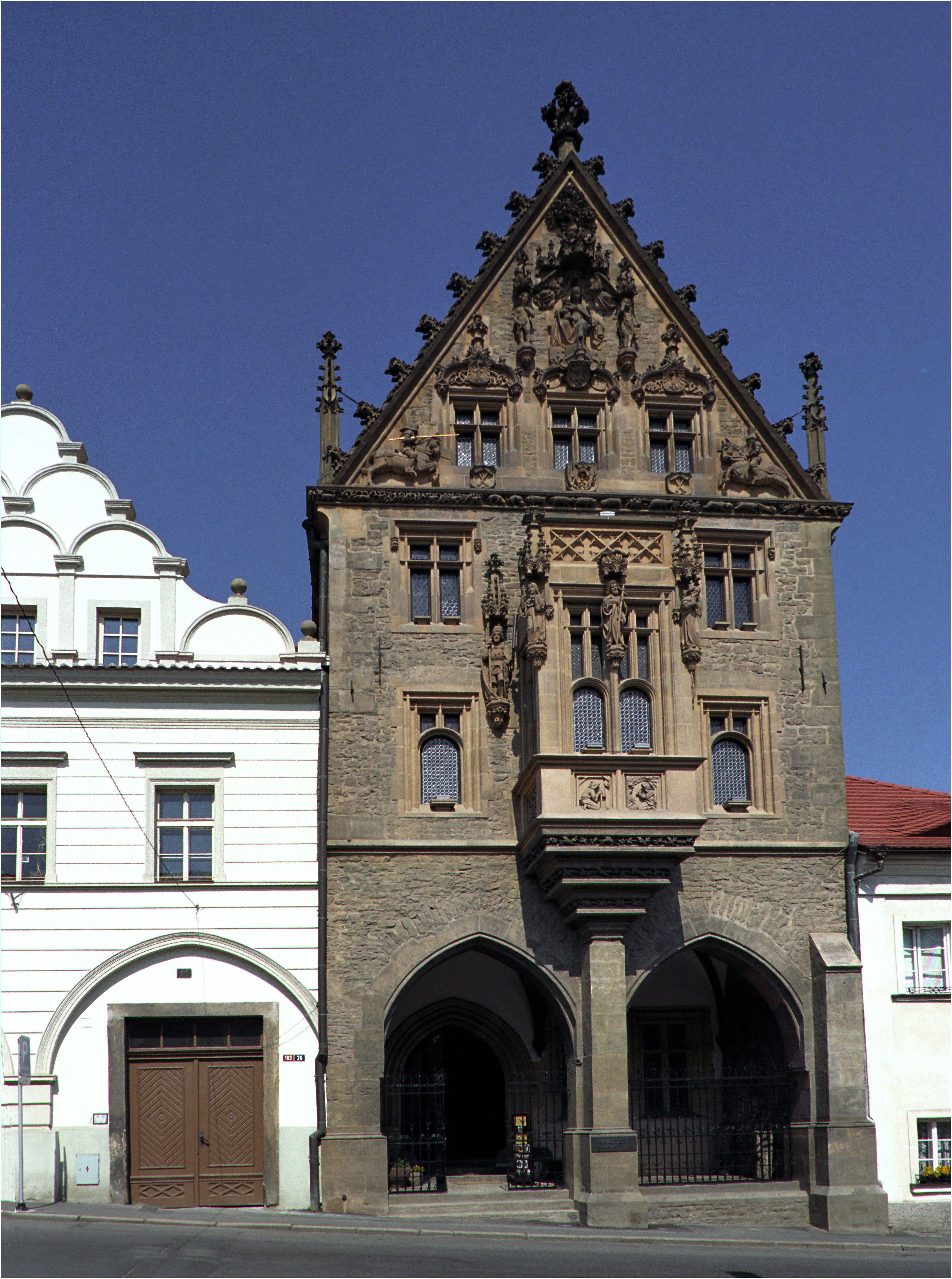
Kamenný dům

Ve městě se konají různé festivaly jako Královské stříbření Kutné Hory, recitační soutěž Ortenova Kutná Hora, Mezinárodní bienále interpretační kytarové soutěže nebo folkový Festival Kocábka. Každé Velikonoce probíhá v Sedlci pouť.
Nejvýznamnějšími kulturními institucemi jsou Městská knihovna Kutná Hora, Městské Tylovo divadlo a Kino Modrý kříž. Dále nově zrekonstruovaná Jezuitská kolej ze 17. století, nyní sídlo Galerie Středočeského kraje zaměřené převážně na moderní a současné umění. Další významné městské instituce jsou České muzeum stříbra s historickým dolem Osel, jehož expozice jsou vystaveny na Hrádku, v Kamenném domě a Tylově domě, dále pak Muzeum Alchymie v Sankturinovském domě a Muzeum tabáku v historickém refektáři cisterciáckého kláštera v Sedlci. Ve městě je i vodní park, zimní stadion a druhá nejdelší bobová dráha v Evropě.

### Sport
Ve městě sídlí florbalový klub FBC Kutná Hora, jehož mužský A tým hraje divizi mužů (4. nejvyšší soutěž).

### Náboženské organizace
- Apoštolská církev
- Církev bratrská
- Církev československá husitská
- Českobratrská církev evangelická
- Křesťanské společenství Kutná Hora
- Římskokatolická církev

### Hřbitovy
- Hřbitov Všech Svatých – v ulici Česká, u kostela Všech svatých
- evangelický hřbitov – v ulici Gruntecká
- Hřbitov v Malíně – u kostela svatého Štěpána
- Hřbitov v Sedlci – u kostela Všech svatých
- Hřbitov v Kaňku – u kostela svatého Vavřince
- Hřbitov u Svaté Trojice – u kostela Nejsvětější Trojice

## Pamětihodnosti

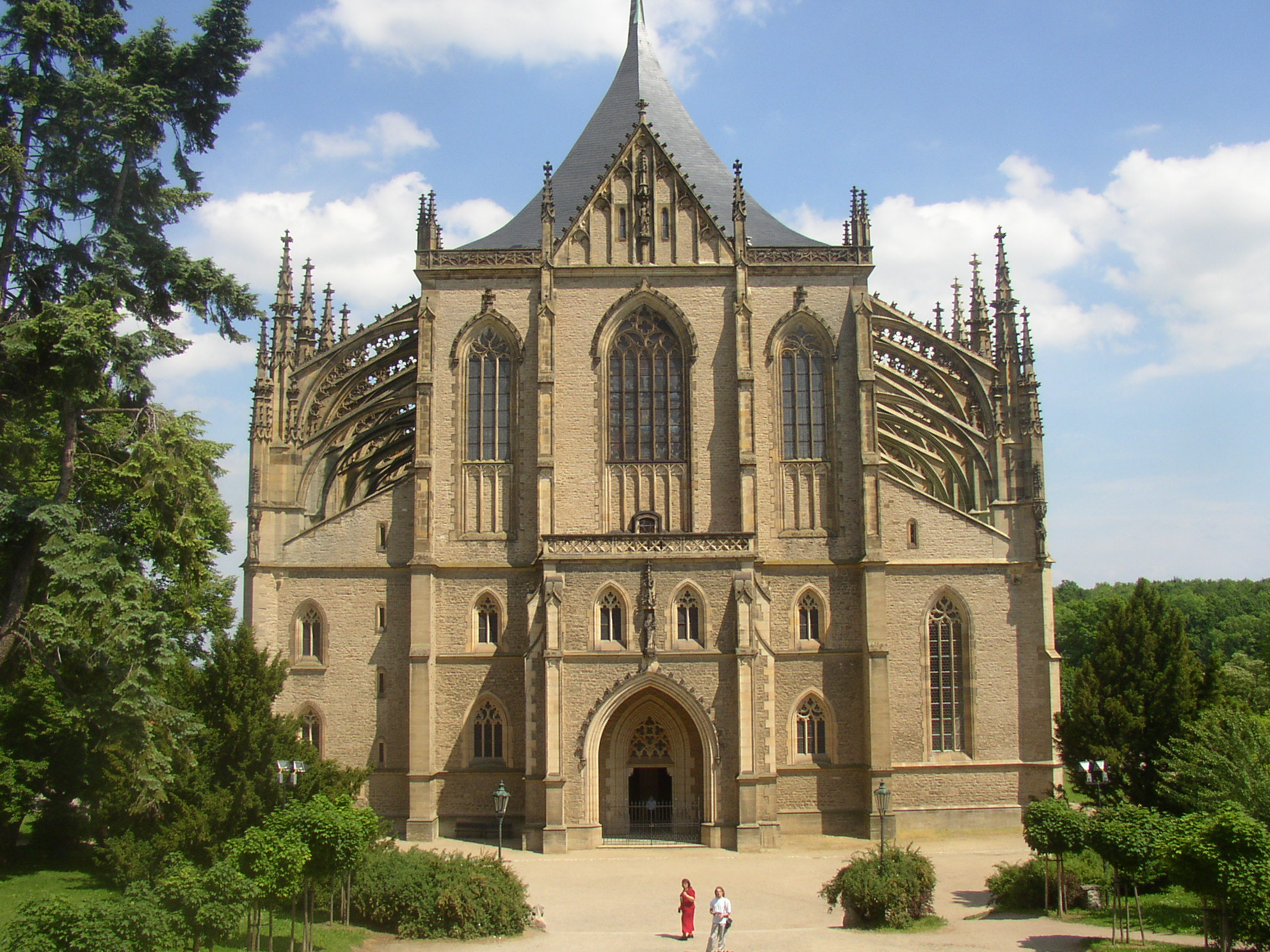
Chrám svaté Barbory, západní část

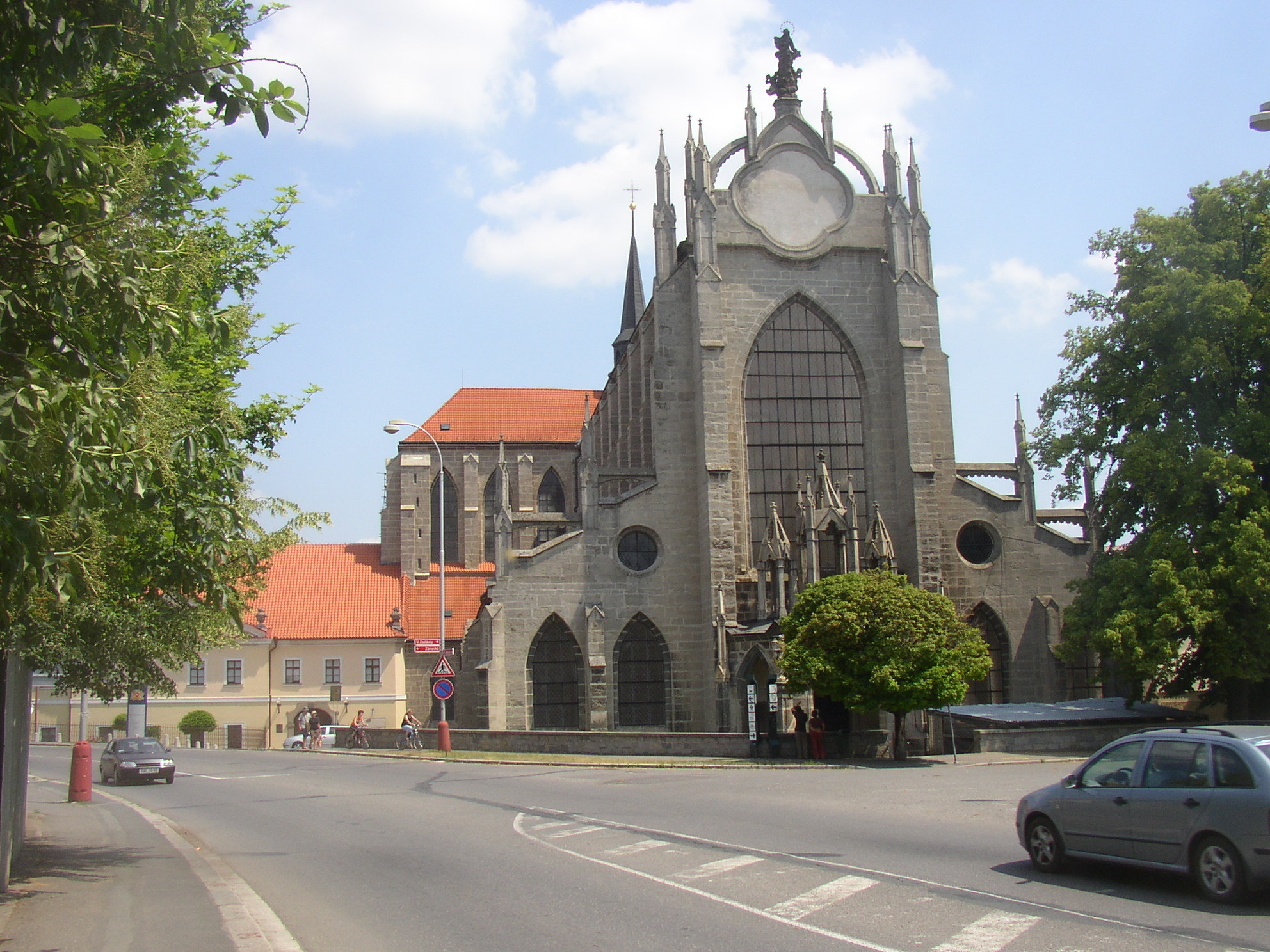
Kostel Nanebevzetí Panny Marie a svatého Jana Křtitele v Sedlci

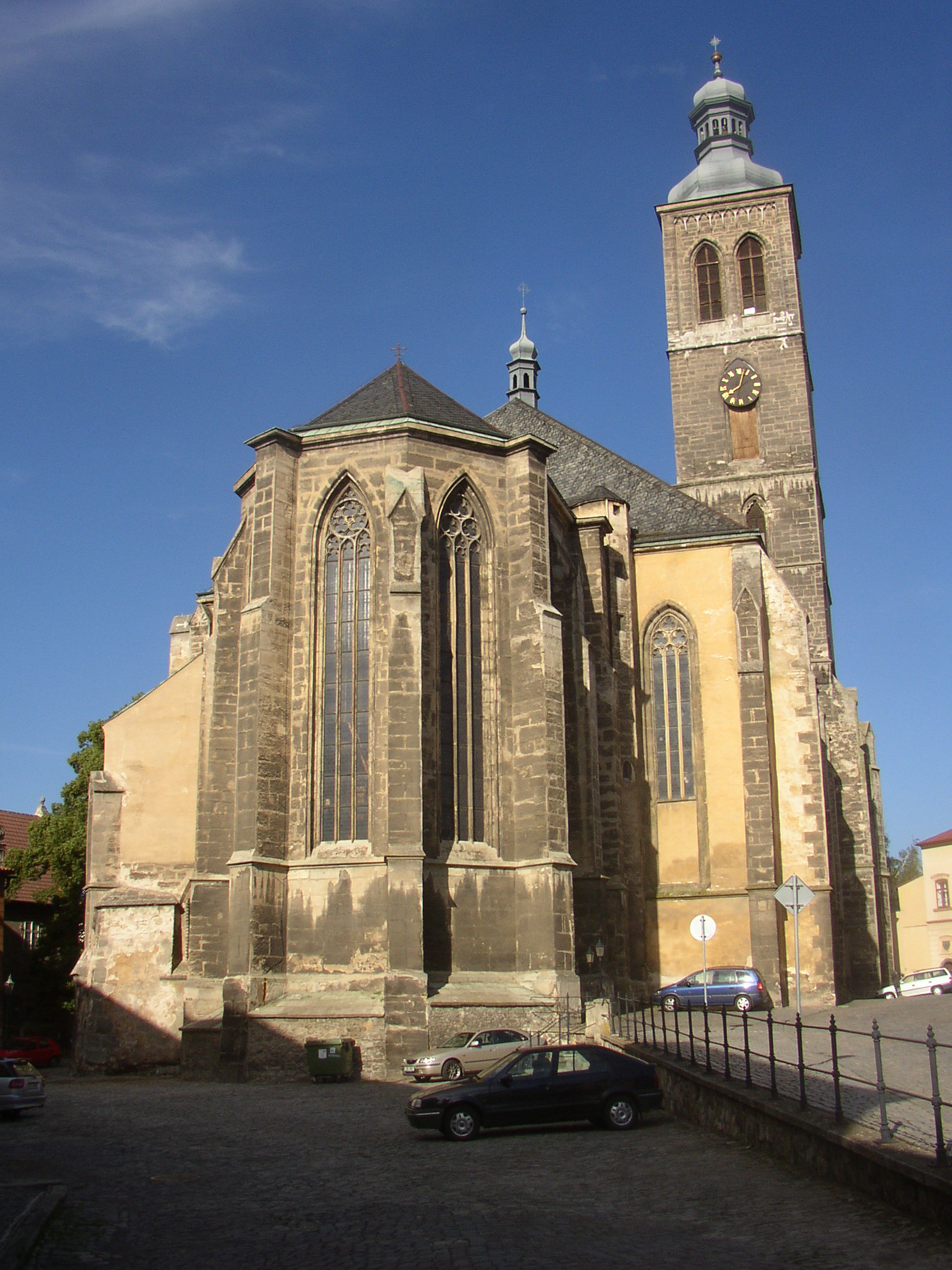
Kostel svatého Jakuba Staršího

V roce 1922 byla v Kutné Hoře založena pobočka Klubu Za starou Prahu, která se zasazovala o zachování charakteru historického centra města. Častým hostem zde byl tehdejší předseda pražského klubu Zdeněk Wirth.
Historické centrum městské památkové rezervace spolu s kostelem sv. Barbory a kostelem Nanebevzetí Panny Marie v Sedlci je od roku 1995 zapsáno na Seznamu světového dědictví UNESCO. Město Kutná Hora je členem evropského projektu EUROMINT, jehož cílem je shromáždit informace o všech evropských středověkých a raně novověkých mincovnách.
- Chrám svaté Barbory (1385–1420; 1481–1499; 1512–1558; 1884–1893)
- Jezuitská kolej (1667–1700)
- Arciděkanství (1594–1599)
- Hrádek (1485–1505)
- České muzeum stříbra a středověký důl
- Hřbitovní kostel Nejsvětější Trojice (kolem 1415; 1488–1504)
- Kamenná kašna (1493–1495)
- Kamenný dům (1485–1495)
- Kaple Božího Těla (kolem 1400)
- Klášter řádu sv. Voršily (1733–1743)
- Kostel Matky Boží Na Náměti (1360–1470)
- Kostel svatého Jakuba Staršího (1330–1420)
- Kostel svatého Jana Nepomuckého (1734–1750)
- Kostel sv Anny v Sedlci[37]
- Kostel Nanebevzetí Panny Marie a svatého Jana Křtitele v Sedlci, (1280–1320; 1702–1714)
- Hřbitovní kostel Všech Svatých v Sedlci (kolem 1400)
- Morový sloup (1713–1715) jako připomínka morové epidemie z roku 1713
- Ruthardka
- Sankturinovský dům
- Trejv
- Tylův dům
- Vlašský dvůr (kolem 1290; 1390–1400; 1496–1499; 1577–1579; 1893–1898)
- Na jižním okraji města se nachází pravěké hradiště Dänemark s nejstarší kamennou zdí doloženou na území Čech.[38]
- Dačického dům – interaktivní expozice o památkách a historii Kutné Hory a UNESCO na jednom místě
- Kingdom Come: Deliverance a  Kingdom Come: Deliverance II – děj v Kutné Hoře a v Kutnohorsku

## Osobnosti
- Vítězslav Boček (1901–1961), herec, spisovatel
- Ilja Bojanovský (1923–2009), kameraman, rektor AMU
- Karel Havlíček Borovský (1821–1856), spisovatel a novinář
- Petr Brandl (1668–1735), malíř
- Josef Braun (1864–1891), spisovatel
- Michal Brener (*1992), kytarista
- Bedřich Bridel (1619–1680), básník
- Felix Achille de la Cámara (1897–1945), spisovatel, publicista, překladatel
- Jan Campanus Vodňanský (1572–1622), spisovatel a rektor pražské univerzity
- Mikuláš Dačický z Heslova (1555–1626), šlechtic a spisovatel
- Radka Denemarková (*1968), spisovatelka, překladatelka a publicistka
- Stanislav Diviš (*1953), malíř a zpěvák kapely Krásné nové stroje
- Karel Domin (1882–1953), botanik, vysokoškolský pedagog a politik.
- Luděk Filipský (1945), malíř
- Marie Fischerová-Kvěchová (1892–1984), malířka a ilustrátorka
- Smil Flaška z Pardubic a Rychmburka (asi 1350–1403), šlechtic a spisovatel
- Miroslav Florian (1931–1996), básník
- Čeněk Fousek (1894–1983), malíř krajin a zátiší
- Jaroslav Herout (1928–2015), památkář a historik umění
- Josef Hons (1907–2001), vysokoškolský pedagog, spisovatel, básník, publicista
- Marie Horská, rozená Kallmünzerová, provdaná Dostalová (1847–1917), divadelní umělkyně, matka Leopoldy Dostalové
- Sáva Chilandarec, vlastním jménem Slavibor Breüer (1837–1911), český mnich a spisovatel. Žil v klášteře Chilandar
- Ludmila Jankovcová, rozená Stračovská (1897–1990) politička, signatářka Charty 77
- Rudolf Jelínek (1935–2024), herec
- Zdeněk Jelínek (1936–1994), historik a pedagog
- Jitka Jelínková (*1947), výtvarnice, zejména malířka a grafička
- Felix Jenewein (1857–1905), malíř a ilustrátor
- Jan Kořínek (1626–1680), jezuitský kněz, filozof a spisovatel
- Jindřich Kostrba (1883–1926), první velitel československého letectva
- Josef Krčil (1906–1985), malíř
- Rudolf Krupička (1879–1951), básník a dramatik
- Martin Kuthen ze Šprinsberku (1510–1564), spisovatel
- Ludvík Lábler (1855–1930), architekt, stavitel
- Kary H Lasch (1914–1993) fotograf a módní fotograf, vyrůstal v Tellerově cukrovaru
- Petr Lebeda (*1985), kytarista
- Antonín Lhota (1812–1905), malíř
- Dagmar Lieblová, rozená Fantlová (1929–2018) lingvistka, spoluzakladatelka a předsedkyně Terezínské iniciativy
- Jan Lier (1852–1917), novinář a spisovatel
- Jiří Louda (1920–2015), knihovník a heraldik
- František Josef Mach (1837–1914), český kapelník a skladatel
- František Jiří Mach (1869–1952), český hudební pedagog a skladatel
- Jan Macháček (1841–1935), politik, starosta města a poslanec zemského sněmu
- Vratislav Mazák (1937–1987), biolog, zoolog a paleoantropolog, popularizátor vědy
- Josef Müller (1834–1910), numismatik, ředitel mincovny ve Vídni, politik
- Alois Oliva (1822–1899), mecenáš
- Ota Ornest (1913–2002), režisér
- Zdeněk Ornest (1929–1990), herec
- Jiří Orten (1919–1941), básník
- Zdeněk Pešánek (1896–1965), sochař, malíř a architekt, průkopník v oblasti multimediálního kinetického umění
- Boleslav Plaček (1846–1908), právník a politik, poslanec zemského sněmu a Říšské rady
- Jiří Plaček (1940–2021), lékař, člen expedice Lambaréné, předseda festivalového výboru Ortenova Kutná Hora
- Antonín Pospíšil (1909–2008), malíř a ilustrátor
- Gabriela Preissová (1862–1946), spisovatelka
- Ondřej Ptáček († 1511), zvonař
- Karel Roubíček (1915/16–2004), chemik a pivovarník, osobnost pivovarnického průmyslu v Latinské Americe
- Pavel Jakub Ryba (1961), hudebník,producent,
- Jakub Ryba (*1984), zpěvák, baskytarista
- Svatopluk Skopal (* 1951) český herec, divadelní pedagog a režisér
- Josef Strachovský (1850–1913), sochař
- Alfred Strejček (* 1941) herec, moderátor a recitátor, spoluzakladatel festivalu Ortenova Kutná Hora
- Růžena Nováková, rozená Svobodová (1899–1984), česká herečka
- Josef Jan Šedivý (1887–1956), malíř, ilustrátor, restaurátor a publicista.
- Vladimír Šilhavý (1913–1984) lékař, zoolog a výtvarník
- Radko Šťastný (1928–2013), středoškolský pedagog a literární historik
- Josef Jaromír Štietka (1808–1878), lékař a politik, poslanec Českého zemského sněmu a starosta Kutné Hory
- Ondřej Štorek (*1986), bubeník
- Pavlína Štorková (*1980), herečka
- Helena Štroblová (1948–2000) historička, numismatička a archivářka, radní Kutné Hory
- Josef Kajetán Tyl (1808–1856), dramatik
- Miloš Vavruška (1924–2003), herec
- Jan Erazim Vocel (1803–1871), archeolog
- Jaroslav Vojta (1888–1970), herec
- Emanuel Viktor Voska (1875–1960), kameník, majitel kamenolomů, představitel prvního i druhého československého odboje
- Vilma Vrbová-Kotrbová (1905–1993), malířka
- Jiří Zach (1830–1887), matematik, učitel a architekt
- František Zelenka (1904–1944), architekt
- František Bohumír Zvěřina (1835–1908) – malíř a pedagog
- Petr Miloslav Veselský (1810–1889 Kutná Hora) – archivář, historik, budovatel a propagátor hudebního života ve městě, ředitel kůru – z jeho iniciativy vznikl v Kutné Hoře v roce 1847 první zpěvácký spolek

## Partnerská města
- Bingen am Rhein, Německo
- Eger, Maďarsko
- Fidenza, Itálie
- Jajce, Bosna a Hercegovina
- Kamenec Podolský, Ukrajina
- Kremnica, Slovensko
- Remeš, Francie
- Ringsted, Dánsko
- Stamford, Spojené království
- *  Tarnovské Hory, Polsko